# Klingertjärnen (Kalls socken, Jämtland)
Klingertjärnen är en sjö i Åre kommun i Jämtland och ingår i Indalsälvens huvudavrinningsområde.